# Station Żelisławie Pomorskie
Station Żelisławie Pomorskie is een spoorwegstation in de Poolse plaats Żelisławie.